# 阿斯图里亚斯机场
阿斯图里亚斯机场（西班牙語：Aeropuerto de Asturias）是西班牙阿斯图里亚斯全境内唯一的国际机场，由西班牙機場及飛航服務经营，主要提供西班牙国内航线和部分季节性国际航线。
阿斯图里亚斯机场位于卡斯特里利翁的圣地亚哥德尔蒙特堂区，距离阿维莱斯15公里，希洪40公里，以及自治区首府奥维耶多47公里。

## 航空公司和航点
更新时间：2019年6月22日

### 西班牙国内航班
| 城市           | 机场名称                | 航空公司                                                                            |
| 西班牙         | 西班牙                  | 西班牙                                                                              |
| -------------- | ----------------------- | ----------------------------------------------------------------------------------- |
| 安达卢西亚     |                         |                                                                                     |
| 马拉加         | 马拉加-太阳海岸机场     | 维罗提航空、 伏林航空                                                               |
| 塞维利亚       | 塞维利亚机场            | 维罗提航空、 伏林航空                                                               |
| 加那利群岛     |                         |                                                                                     |
| 富埃特文图拉岛 | 富埃特文图拉机场        | 欧罗巴航空（季节性）                                                                |
| 大加那利岛     | 大加那利机场            | 欧罗巴航空（季节性）、 西班牙快运航空（季节性）、 诺斯特姆航空（季节性）、 伏林航空 |
| 兰萨罗特岛     | 兰萨罗特机场            | 欧罗巴航空（季节性）、 伏林航空                                                     |
| 特内里费岛     | 特内里费北部机场        | 西班牙快运航空（季节性）、 诺斯特姆航空（季节性）、 伏林航空                        |
| 特内里费岛     | 特内里费南部机场        | 欧罗巴航空、 维罗提航空                                                             |
| 加泰罗尼亚     |                         |                                                                                     |
| 巴塞罗那       | 巴塞罗那-埃尔普拉特机场 | 伏林航空                                                                            |
| 马德里自治区   |                         |                                                                                     |
| 马德里         | 马德里-巴拉哈斯机场     | 欧罗巴航空、 西班牙国家航空                                                         |
| 巴伦西亚自治区 |                         |                                                                                     |
| 阿利坎特       | 阿利坎特-埃尔切机场     | 维罗提航空、 伏林航空                                                               |
| 巴伦西亚       | 巴伦西亚机场            | 诺斯特姆航空（季节性）、 维罗提航空                                                 |
| 巴利阿里群岛   |                         |                                                                                     |
| 伊维萨岛       | 伊维萨机场              | 维罗提航空（季节性）                                                                |
| 梅诺卡岛       | 梅诺卡机场              | 维罗提航空                                                                          |
| 帕尔马         | 马略卡岛帕尔马机场      | 欧罗巴航空、 诺斯特姆航空、 维罗提航空、 伏林航空                                   |
| 穆尔西亚地区   |                         |                                                                                     |
| 穆尔西亚       | 穆尔西亚地区国际机场    | 维罗提航空（季节性）                                                                |

### 国际航班
| 城市     | 机场名称          | 航空公司                   |
| 欧洲     | 欧洲              | 欧洲                       |
| -------- | ----------------- | -------------------------- |
| 德国     |                   |                            |
| 慕尼黑   | 慕尼黑机场        | 维罗提航空（季节性）       |
| 義大利   |                   |                            |
| 阿尔盖罗 | 阿尔盖罗机场      | 诺斯特姆航空（季节性包机） |
| 威尼斯   | 威尼斯-泰塞拉机场 | 维罗提航空（季节性）       |
| 英国     |                   |                            |
| 伦敦     | 盖特威克机场      | 伏林航空                   |
| 葡萄牙   |                   |                            |
| 丰沙尔   | 马德拉机场        | 诺斯特姆航空（季节性包机） |

## 地面交通
公路：机场可以经由A-8高速公路和N-632国道前往。
巴士：ALSA客运公司运营分别往返于阿维莱斯、希洪和奥维耶多市的线路。往返于希洪和阿维莱斯的线路还会在Piedras Blancas和Salinas停靠。
出租车：机场设有出租车停靠站。
租车服务：AVIS、Europcar、OK Rent a Car和Sixt有在阿斯图里亚斯机场提供租车服务。

## 外部連結
- 阿斯图里亚斯机场官方网站 （页面存档备份，存于）（西班牙文）（英文）
- ALSA （页面存档备份，存于）巴士
- AVIS （页面存档备份，存于）租车服务
- Europcar （页面存档备份，存于）租车服务
- OK Rent a Car （页面存档备份，存于）租车服务
- Sixt （页面存档备份，存于）租车服务